# 張鈇
張鈇（1492年—？），字德威，號剑崖，又號石泓，山東東昌府冠縣人，軍籍，明朝政治人物。官至陝西參政。

## 生平
嘉靖元年（1522年）壬午科山東鄉試第六十三名舉人。嘉靖八年（1529年）中式己丑科會試第一百五十二名，登第三甲第一百四十一名進士。授推官，十六年擢禮部主事，曾官禮部精膳司郎中，二十四年七月以太庙完工，升一级，外任陝西布政司參議，二十七年参与围剿陕西盗栾文等，升副使，以考察調行太僕寺卿。

## 家族
曾祖張山；祖父張文，曾任壽官；父張周，母郭氏。